# 亚硒酸镨
亚硒酸镨是一种无机化合物，化学式为Pr2(SeO3)3，它的溶度积为(2.4±1.2)×10−32。

## 制备
它可由弱酸性的氯化镨和亚硒酸钠在溶液中反应得到。硝酸镨和二氧化硒在230 °C与水中进行水热反应，可以得到亚硒酸镨，但反应会同时生成Pr2(SeO4)(SeO3)2(H2O)2。